# Herb Janowca Wielkopolskiego
Herb Janowca Wielkopolskiego – jeden z symboli miasta Janowiec Wielkopolski i gminy Janowiec Wielkopolski w postaci herbu.

## Wygląd i symbolika
Herb przedstawia na błękitnej tarczy herbowej grecką boginię sprawiedliwości Temidę, stojącą na zielonej murawie. Jest ubrana w białą togę, na oczach ma białą opaskę. W prawej ręce trzyma szary miecz skierowany czubkiem ku górze, a w lewej unosi szarą wagę.
Motyw Temidy w herbie związany jest z przywilejem sądowniczym, który miasto posiadało w przeszłości.

## Historia
Wizerunek Temidy widnieje na pieczęci miejskiej z XVII wieku. Herb został zatwierdzony przez Ministra Spraw Wewnętrznych w 1936 roku.